# 天声人語
天声人語（てんせいじんご）は、朝日新聞の朝刊に長期連載中の1面コラムである。1904年（明治37年）1月5日付の『大阪朝日新聞』2面に初めて掲載され（初期は必ずしも1面に掲載されるとは限らなかった）、以後、別の題名となった時期を挟みながら1世紀以上にわたって継続して掲載されている。最近のニュース、話題を題材にして社説とは異なる角度から分析を加え、特定の論説委員が一定期間「天声人語子」として匿名で執筆している。新聞本紙では見出しは付けられていないが、朝日新聞デジタルでは見出しが付けられ、書籍化の際には標題が付けられる。

## 題名の由来
命名者は西村天囚で、「天に声あり、人をして語らしむ」という中国の古典に由来し、「民の声、庶民の声こそ天の声」という意味とされる。しかし、この古典が何であるかは高島俊男によれば不明である。荒垣秀雄も「その原典はよくわからぬ」と書いている。
ラテン語の“Vox populi vox dei.”（直訳は『民衆の声は神の声である』）が元になっているという説もある。“Asahi Evening News”に天声人語の英訳を掲載する際、当初アメリカ進駐軍の機関紙“Stars and Stripes”の“Voice of Heaven, Voice of People”という直訳タイトルを転用する予定だったが、荒垣の提案でこの“Vox Populi, Vox Dei”が採用された。
一方池澤一郎「国分青厓の『天有声』について」は、1903年に国分青厓が発表した「天有声」という漢詩に「天有声（略）天雖無口使人言」という表現があることに着目し、この詩の影響を受けつつ平仄の都合で「天声人言」ではなく「天声人語」にしたのであろうと考察している。（「近世文藝　研究と評論」107号）
1904年1月5日に『大阪朝日新聞』で掲載が始まった「天声人語」は、2月から中断し、「鉄骨稜々」と題されたコラムに代わるが、3月には「天声人語」に戻された。大阪に遅れて、『東京朝日新聞』では1913年（大正2年）6月1日から「東人西人」が常設コラム化されたが、40年9月1日に東西のコラムは統合され「有題無題」となり、43年1月1日には「神風賦」となって、戦時中はこの題名が続いた。コラムが「天声人語」に復したのは、1945年（昭和20年）9月6日であった。
| 年月                   | 大阪     | 東京     |
| ---------------------- | -------- | -------- |
| 1904年1月              | 天声人語 | -        |
| 1904年2月              | 鉄骨稜々 | -        |
| 1904年3月 - 1913年5月  | 天声人語 | -        |
| 1913年6月 - 1940年8月  | 天声人語 | 東人西人 |
| 1940年9月 - 1942年12月 | 有題無題 | 有題無題 |
| 1943年1月 - 1945年8月  | 神風賦   | 神風賦   |
| 1945年9月 -            | 天声人語 | 天声人語 |

## 影響
英文学者の行方昭夫は『朝日新聞』の「天声人語」、『読売新聞』「編集手帳」、『毎日新聞』「余録」、『東京新聞』「筆洗」、『日本経済新聞』「春秋」などの日本の新聞コラムが、20世紀初頭に黄金期を迎えていたイギリスのエッセイ文学と内容が似ていることを指摘しており、とくに「天声人語」は影響を受けているのではないかと推測している。

## 歴代天声人語子
大阪朝日新聞で掲載が始まった当初は、筆者は一人ではなくグループの筆陣だった。初期は西村天囚、鳥居素川、内藤湖南の三首脳、次いで長谷川如是閑、大山郁夫、櫛田民蔵、丸山侃堂、岡野告天子、高原操、原田棟一郎、安藤正純、土屋大夢らが執筆し、大正初期は主に如是閑が執筆したとされる。
初期の執筆陣の大半が白虹事件のために退社した後、1924年（大正13年）10月6日から京都支局長から論説委員に転じた「釈瓢斎」こと永井栄蔵が専任の天声人語子となり、約10年間担当した後、36年9月26日に定年退職した。
第二次世界大戦後の天声人語子は以下の通り。
- 嘉治隆一 1945年9月 - 1946年4月（この時期、益田豊彦ら数名の論説委員も執筆したことがある[5]）
- 荒垣秀雄 1946年5月 - 1963年4月
- 吉村正一郎 1948年
- 入江徳郎 1963年5月 - 1970年4月（後JNNニュースコープ司会者）
- 疋田桂一郎 1970年5月 - 1973年2月
- 深代惇郎 1973年2月 - 1975年11月
- 辰濃和男 1975年12月 - 1988年8月
- 白井健策 1988年8月 - 1995年8月
- 栗田亘 1995年8月 - 2001年3月
- 小池民男 2001年4月 - 2004年3月
- 高橋郁男 2004年4月 - 2007年3月
- 冨永格 2007年4月 - 2013年3月
- 福島申二 2007年4月 - 2016年3月
- 根本清樹 2013年4月 - 2016年3月
- 山中季広、有田哲文 2016年4月 - 2022年9月
- 郷富佐子、古谷浩一、谷津憲郎 2022年10月 - [9]

## 天声こども語
『朝日小学生新聞』には、週に2回（毎週水・日曜日）、1面に天声人語の子供版コラム「天声こども語」が掲載されている（2019年現在）。

## 批判・不祥事
2012年11月19日、日本維新の会代表代行（当時）の橋下徹について、「髪形をいじるのは心機一転の表れでもある。日本維新の会の橋下徹氏が、おでこを出す正統『保守型』に変えた。この勝負髪で衆院選に挑むという。37歳上の石原慎太郎氏を新代表に迎え、しおらしく従う覚悟らしい」「石原氏がほれたと公言する橋下氏は、政界でいう『じじごろし』に違いない。新代表を最強のリーダーと持ち上げ、ヘアスタイルを変えた。『何が目的か分からない年の差婚をした、したたかな女のよう』。きのうの東京紙面にあった、山本貴代さんの見立てに納得した。その縁の吉凶は知らない」という内容の文章を掲載した。掲載後、コラムを読んだネットユーザーからは「橋下の髪型を皮肉った下品な一文。これが朝日の看板コラムなのだから呆れる」「橋下を貶めるために『年の差婚をした、したたかな女のよう』という言葉を選択するセンスが気持ち悪い」「髪型批判から始まって、『じじごろし』と結論づける今朝のコラムは、希代の悪文として名を残すだろう」といった、非難の意見が相次いだ。
2013年2月3日、朝日新聞の投稿欄「声」に掲載されていた「大雪の中、宅配ピザの配達に来た配達員へのお礼として、缶ビールと10円のお菓子をそれぞれ手渡した母子の話」を引用し、「届けてなんぼの宅配サービスに、客の心遣いは無用かもしれない。それでも、女の子は少し大人になり、若者は時給を超えた出会いを得た」 と解説した。その上で「凍える記事が多い中でほっとする話は胸に染み、内なるオーブンに火が入る」と記述し、コラムを締め括った。インターネット上ではそのコラムの内容に対して「バイクで配達している人にビールを渡すなんて、飲酒運転幇助で捕まるレベル」「凍えた体にキンキンのビールなんて嫌がらせ」「そもそも大雪の日に宅配ピザを頼むなんて大間違い」といった否定的な意見が相次いだ。
2014年9月13日朝刊の天声人語では、従軍慰安婦問題において虚偽とされている「吉田証言」を、朝日新聞が虚偽と判断してすべての記事を取り消した2014年8月5日までの31年間に15回取り上げていたとして、取り消し、謝罪をした。

## その他
- 大学などの入学試験で取り上げられることが多いとして、自社の広告でも（特に大学受験生向け）その点をアピールしている[15]。
- 2011年4月、天声人語を書き写すための専用の「天声人語 書き写しノート」を発売開始。2018年2月には累計販売部数が400万部を突破した[16]。
- 2019年現在、『朝日小学生新聞』には毎週土曜日に「よみとき 天声人語」[10]、『朝日中高生新聞』には「天声人語で200字作文」というコーナーが掲載されている[17]。
- 『平易な言葉で記述された日本語文章』が大量に公表されているという性質上、日本語の学術的調査に利用されることもあり、新JIS配列では配列を決定する際のデータとして利用された。
- 2009年7月14日から、切抜きの便のため、左下に横書き数字で小さく日付が付けられた（同日の天声人語欄で言及）。
- 文字数は、荒垣秀雄が書き始めた頃は415字前後だった[18]。深代惇郎の頃は780字前後、2005年頃は630字前後と、字数は今より多く決まってもいなかったが、2011年[19]〜2019年現在は603文字と決まっている。なお「天声こども語」は2019年現在、374文字と決まっている[10]。
- 2011年には、3月12日から4月28日まで48日間連続で東日本大震災について触れられた[1]。